# ساعت یو-کای
ساعت یو-کای (انگلیسی: Yo-kai Watch) یک فرنچایز چندرسانه‌ای است که توسط لول-۵ ایجاد و توسعه یافته‌است.